# Yang (Name)
Der Familienname Yang stammt aus dem alten Königreich Yang (heutiger Kreis Hongdong, Provinz Shanxi). Im sechsten Jahr von König Kang von Zhou (ca. 1040 v. Chr.) hat der Ursprung des Familiennamens Yang eine fast 3060 Jahre alte Geschichte.
Yang ist ein chinesischer Vor- und Familienname.

## Namensträger

### Vorname
- Liu Yang (Raumfahrerin) (* 1978), erste chinesische Taikonautin

### Familienname
- Yang Binyu (* 2002), chinesische Eisschnellläuferin
- Yang Bo (Turnerin) (* 1973), chinesische Turnerin
- Yang Bo (Bogenschütze) (* 1978), chinesischer Bogenschütze
- Yang Bo (Boxer) (* 1983), chinesischer Boxer
- Yang Chang-hsing (* 1991), chinesischer Eishockeyspieler
- Yang Chaoguan (1710–1788), chinesischer Politiker und Opernautor
- Yang Chen (* 1974), chinesischer Fußballspieler
- Yang Chengfu (1883–1936), chinesischer Vertreter der „weichen“ Kampfkunst des Yang-Stils im Taijiquan
- Yang Chia-chen (* 1984), taiwanische Badmintonspielerin
- Yang Chia-hsien (* 1986), taiwanische Tennisspielerin
- Yang Chih-hsun (* 1991), taiwanischer Badmintonspieler
- Yang Chin-yi (* 1981), chinesischer Gewichtheber
- Yang Ching-shun (1978–2023), taiwanischer Poolbillardspieler
- Yang Chuan-kwang (1933–2007), taiwanischer Leichtathlet
- Yang Chuantang (* 1954), chinesischer Politiker (Volksrepublik China), Verkehrsminister
- Yang Chun-han (* 1997), taiwanischer Sprinter
- Yang Chunlin (* 1954), Dissident der Volksrepublik China
- Yang Dezhi (1911–1994), chinesischer Politiker und General
- Yang Dongliang (* 1954), chinesischer Politiker
- Yang Ermin (* 1964), chinesischer Maler und Hochschullehrer
- Yang Fan (* 1947), chinesischer Fotograf und Filmregisseur, siehe Yon Fan
- Yang Fan (Gewichtheber) (* 1987), chinesischer Gewichtheber
- Yang Fan (Fußballspieler, 1995), chinesischer Fußballspieler
- Yang Fan (Fußballspieler, 1996), chinesischer Fußballspieler
- Yang Fan (Eisschnellläufer) (* 1996), chinesischer Eisschnellläufer
- Yang Fangxu (* 1994), chinesische Volleyballspielerin
- Yang Fen (* 1982), kongolesische Tischtennisspielerin
- Yang Feng (2. Jahrhundert), chinesischer Kavallerieoffizier
- Yang Fengxia (* 1989), chinesische Marathonläuferin
- Yang Fudong (* 1971), chinesischer Fotograf, Installations- und Videokünstler
- Yang Guang, persönlicher Name von Sui Yangdi (560–618), chinesischer Kaiser
- Yang Guang (Leichtathlet) (* 1963), chinesischer Hürdenläufer
- Yang Guang (Skispringer) (* 1984), chinesischer Skispringer
- Yang Guifei (719–756), chinesische Konkubine
- Yang Gui-ja (* 1955), südkoreanische Schriftstellerin
- Yang Ha-eun (* 1994), südkoreanische Tischtennisspielerin
- Yang Hak-seon (* 1992), südkoreanischer Geräteturner
- Yang Han-been (* 1991), südkoreanischer Fußballspieler
- Yang Hao (Volleyballspielerin) (* 1980), chinesische Volleyballspielerin
- Yang Hao (Fußballspieler, 1983), chinesischer Fußballspieler
- Yang Hao (Fußballspieler, 1990), chinesischer Fußballspieler
- Yang Hao (Wasserspringer) (* 1998), chinesischer Wasserspringer
- Yang Haoran (* 1996), chinesischer Sportschütze
- Yang Hengyu (Basketballspielerin) (* 1995), chinesische Basketballspielerin
- Yang Hengyu (Fechterin) (* 1996), chinesische Fechterin
- Yang Hong (* 1963), chinesischer Nachrichtentechnik-Ingenieur
- Yang Hu (221–278), chinesischer General
- Yang Hui (~1238–~1298), chinesischer Mathematiker
- Yang Huiyan (* 1981), chinesische Börsenspekulantin
- Yang Huiyu (214–278), chinesische Kaiserinmutter
- Yang Huizhen (* 1992), chinesische Leichtathletin
- Yang Hye-ji (* 1996), südkoreanische Schauspielerin
- Yang Hyong-sop (1925–2022), nordkoreanischer Politiker
- Yang Hyun-jun (* 2002), südkoreanischer Fußballspieler
- Yang Hyun-min (* 1979), südkoreanischer Naturbahnrodler
- Yang Hyun-mo (* 1971), südkoreanischer Ringer
- Yang Hyun-suk (* 1969), südkoreanischer Sänger, Musikproduzent und Gründer von JYP Entertainment
- Yang Ji-in (* 2003), südkoreanische Sportschützin
- Yang Jia († 1402 v. Chr.), chinesischer König, siehe Xiang Jia
- Yang Jia (Mörder) (1980–2008), chinesischer Mörder
- Yang Jian, Geburtsname von Sui Wendi (541–604), Kaiser von China
- Yang Jian (Philosoph) (1141–1226), chinesischer Philosoph zur Zeit der Südlichen Song-Dynastie
- Yang Jian (Ruderer) (* 1981), chinesischer Ruderer
- Yang Jian (Fußballspieler) (* 1988), chinesischer Fußballspieler
- Yang Jian (Wasserspringer) (* 1994), chinesischer Wasserspringer
- Yang Jiang (1911–2016), chinesische Schriftstellerin und Übersetzerin
- Yang Jianli (* 1963), chinesischer Dissident
- Yang Jiayu (* 1996), chinesische Leichtathletin
- Yang Jiechang (* 1956), chinesischer Künstler
- Yang Jiechi (* 1950), chinesischer Diplomat und Politiker
- Yang Jin-mo, südkoreanischer Filmeditor
- Yang Jinghui (* 1983), chinesischer Wasserspringer
- Yang Jingnian (1908–2016), chinesischer Wirtschaftswissenschaftler
- Yang Jingzhu (* 1976), chinesischer Tennisspieler
- Yang Jisheng (Literat) (1516–1555), chinesischer Beamter und Literat
- Yang Jisheng (Journalist) 杨继绳 (* 1940), chinesischer Journalist
- Yang Jun-ah (* 1989), südkoreanischer Fußballspieler
- Yang Jung-mo (* 1953), südkoreanischer Ringer
- Yang Junxuan (* 2002), chinesische Schwimmerin
- Yang Kaihui (1901–1930), chinesische Ehefrau Mao Zedongs
- Yang Ko-han († 2015), taiwanische Schauspielerin
- Yang Kyong-il (* 1987), nordkoreanischer Ringer
- Yang Kyoungjong (1920–1992), koreanischer Soldat, der im Zweiten Weltkrieg in drei Armeen dienen musste
- Yang Lei (Tischtennisspieler) (* 1977), chinesischer Tischtennisspieler und -trainer
- Yang Lei (Popsängerin) (* 1984), chinesische Popsängerin
- Yang Lei (Leichtathlet) (* 1995), chinesischer Leichtathlet
- Yang Li (Beachvolleyballspieler) (* 1988), chinesischer Beachvolleyballspieler
- Yang Li (Fußballspielerin) (* 1991), chinesische Fußballspielerin
- Yang Li Lian (* 1993), malaysische Badmintonspielerin
- Yang Lian (* 1955), chinesischer Dichter
- Yang Lina (* 1994), chinesische Fußballspielerin
- Yang Ling (* 1972), chinesischer Sportschütze
- Yang Liu (Biologe), chinesischer Biologe
- Yang Liu (Boxerin) (* 1992), chinesische Boxerin
- Yang Liu (Hockeyspielerin) (* 1998), chinesische Hockeyspielerin
- Yang Liu (Sportschütze) (* 2002), chinesischer Sportschütze
- Yang Liujing (* 1998), chinesische Leichtathletin
- Yang Liwei (* 1965), chinesischer Astronaut
- Yang Longxiao (* 2002), chinesischer Freestyle-Skier
- Yang Luchan (1799–1872), chinesischer Kampfkünstler
- Yang Lung-hsiang (* 1996), taiwanischer Sprinter
- Yang Mi (* 1986), chinesische Schauspielerin und Sängerin
- Yang Min (Tischtennisspieler) (* 1963), chinesisch-italienischer Tischtennisspieler
- Yang Min (Rugbyspielerin) (* 1994), chinesische Rugbyspielerin
- Yang Min-hyeok (* 2006), südkoreanischer Fußballspieler
- Yang Ming (* 1974), chinesischer Badmintonspieler
- Yang Mingyuan (* 1999), chinesischer Tennisspieler
- Yang Mingxi (* 1993), chinesischer Eishockeyspieler
- Yang Peidong, chinesischer Physiker
- Yang Po-han (* 1994), taiwanischer Badmintonspieler
- Yang Pu (* 1978), chinesischer Fußballspieler
- Yang Qi (* 1991), chinesische Hürdenläuferin
- Yang Qian (Tischtennisspielerin) (* 1996), chinesische Para-Tischtennisspielerin
- Yang Qian (Sportschützin) (* 2000), chinesische Sportschützin
- Yang Qianyu (* 1993), chinesische Radsportlerin (Hongkong)
- Yang Quan (Leichtathlet) (* 1986), chinesischer Stabhochspringer
- Yang Quan, chinesischer Philosoph und Atheist
- Yang Quyun (1861–1901), chinesischer Revolutionär
- Yang Rong-hwa (1942–2005), taiwanischer Radrennfahrer
- Yang Rudai (1926–2018), chinesischer Politiker
- Yang Senlian (* 1990), chinesische Ringerin
- Yang Seok-il (1936–2024), japanischer Schriftsteller koreanischer Abstammung
- Yang Seung-jo (* 1959), südkoreanischer Politiker
- Yang Seung-kook (* 1944), nordkoreanischer Fußballspieler
- Yang Shangkun (1907–1998), Präsident der Volksrepublik China 1988 bis 1993
- Yang Shaobin (* 1963), chinesischer Künstler
- Yang Shaohui (* 1992), chinesischer Leichtathlet
- Yang Shaoqi (* 1976), chinesische Fechterin
- Yang Shih-jeng (* 1965), taiwanischer Badmintonspieler
- Yang Shin-young (* 1990), südkoreanische Shorttrackerin
- Yang Shou-chung (1910–1985), chinesischer Großmeister in Yang-Stil des Taijiquan
- Yang Shuchao (* 1982), chinesischer E-Sportler
- Yang Shu-chun (* 1985), taiwanische Taekwondoin
- Yang Shuo (1913–1968), chinesischer Lyriker und Essayist
- Yang Shuqing (* 1996), chinesische Leichtathletin in der Disziplin Gehen
- Yang Sian (* 1979), singapurischer Tennisspieler
- Yang Tae-young (* 1980), südkoreanischer Turner
- Yang Tao (Leichtathlet) (* 1987), chinesischer Leichtathlet
- Yang Tao (Eisschnellläufer) (* 1997), chinesischer Eisschnellläufer
- Yang Tsung-hua (* 1991), taiwanischer Tennisspieler
- Yang Wei (Musiker) (* 1960), chinesischer Pipaspieler
- Yang Wei (Badminton) (* 1979), chinesische Badmintonspielerin
- Yang Wei (Turner) (* 1980), chinesischer Turner
- Wei Yang (Biochemikerin), chinesisch-amerikanische Wissenschaftlerin
- Yang Wei-ting (* 1994), taiwanischer Hürdenläufer
- Yang Wenhui (1837–1911), chinesischer Buddhist, Erzieher, Reformer, Autor und Verleger
- Yang Wenjun (* 1983), chinesischer Kanute
- Yang Wenyi (* 1972), chinesische Schwimmerin
- Yang Xianyi (1915–2009), chinesischer Übersetzer
- Yang Xiao (* 1968), chinesische Ruderin
- Yang Xiaojun (* 1963), chinesische Volleyballspielerin und -trainerin
- Yang Xiaolei (* 2000), chinesische Bogenschützin
- Yang Xiaoxin (* 1988), chinesisch-monegassische Tischtennisspielerin
- Yang Xinfang (* um 1965), chinesische Badmintonspielerin
- Yang Xinhai (1968–2004), chinesischer Serienmörder
- Yang Xiong (53 v. Chr.–18), chinesischer Philosoph und Dichter
- Yang Xiufeng (1897–1983), chinesischer Jurist, Präsident des chinesischen Volksgerichtshofes
- Yang Xiuqing (1820–1856), Anführer des Taiping-Aufstands
- Yang Xiuqing (Eishockeyspielerin) (* 1975), chinesische Eishockeyspielerin
- Yang Xu (* 1987), chinesischer Fußballspieler
- Yang Xuanzhi, chinesischer Prosaautor und Übersetzer
- Yang Xuefei (* 1977), chinesische klassische Gitarristin
- Yang Ya-yi (* 2004), taiwanische Tennisspielerin
- Yang Yan (727–781), Kanzler des Kaiserreichs China
- Yang Yanbo (* 1990), chinesische Diskuswerferin
- Yang Yang (Badminton) (* 1963), chinesischer Badmintonspieler
- Yang Yang (A) (* 1976), chinesische Shorttrack-Eisschnellläuferin und Sportfunktionärin
- Yang Yang (S) (* 1977), chinesische Shorttrack-Eisschnellläuferin
- Yang Yang (Baseballspieler), chinesischer Baseballspieler
- Yang Yang (Regisseur), chinesischer Regisseur
- Yang Yang (Leichtathlet) (* 1991), chinesischer Sprinter
- Yang Yanming († 2009), chinesischer Finanzmanager
- Yang Yansheng (* 1988), chinesischer Stabhochspringer
- Yang Yeon-soo (* 1991), südkoreanische Squashspielerin
- Yang Yi (Politiker) († 235), chinesischer Politiker und General
- Yang Yi (Schriftsteller, 974) (974–1020), chinesischer Schriftsteller und Gelehrter
- Yang Yi (Schriftsteller, 1488) (1488–1564), chinesischer Schriftsteller
- Yang Yi (Schriftstellerin) (* 1964), japanische Schriftstellerin chinesischer Herkunft
- Yang Yi (Tennisspielerin) (* 1989), chinesische Tennisspielerin
- Yang Yidi (* 1999), chinesische Tennisspielerin
- Yang Ying (* um 1954), chinesische Tischtennisspielerin
- Yang Ying (Tischtennisspielerin, 1977) (* 1977), chinesische Tischtennisspielerin
- Yang Yilin (* 1992), chinesische Turnerin
- Yang Yinliu (1899–1984), chinesischer Musikforscher
- Yang Yong-eun (* 1972), südkoreanischer Golfer
- Yang Young-ja (* 1964), südkoreanische Tischtennisspielerin
- Yang Younhee (* 1977), südkoreanische Künstlerin
- Yang Yu (Yuan-Dynastie) chinesisch 杨瑀 (1285–1361), chinesischer Literat
- Yang Yu chinesisch 杨宇 (* 1980), chinesischer Regisseur, siehe Jiaozi (Regisseur)
- Yang Yu (Schwimmerin) (* 1985), chinesische Schwimmerin
- Yang Yu (Freestyle-Skierin) (* 1991), chinesische Freestyle-Skierin
- Yang Yuanqing (* 1964), chinesischer Manager und Aufsichtsratsvorsitzender von Lenovo Group Limited
- Yang Yung-wei (* 1997), taiwanischer Judoka
- Yang Zhaoxuan (* 1995), chinesische Tennisspielerin
- Yang Zhenming (1910–1985), chinesischer Taijiquan-Großmeister, siehe Yang Shou-chung
- Yang Zhenzong (* 1968), chinesischer Videokünstler und Fotograf
- Yang Zhi (* 1983), chinesischer Fußballtorhüter
- Yang Zhongjian (1897–1979), chinesischer Paläontologe
- Yang Zhu (3. Jh. v. Chr.), chinesischer Philosoph
- Yang Zi (Tischtennisspieler) (* 1984), singapurischer Tischtennisspieler
- Yang Zi (Schauspielerin) (* 1992), chinesische Schauspielerin und Sängerin
- Yang Zi (Tennisspielerin) (* 1993), chinesische Tennisspielerin
- Yang Zi-Jun (* 1990), chinesische Tennisspielerin (Hongkong)
- Yang Zili (* 1971), chinesischer Journalist und Dissident

sowie von:
- Andrew Yang (* 1975), US-amerikanischer Unternehmer und Politiker
- Antonio Yang (* 1974), südkoreanischer Opernsänger
- Aska Yang (* 1978), taiwanischer Sänger
- Bowen Yang (* 1990), US-amerikanischer Komiker und Schauspieler
- Brian Yang (Schauspieler) (* 1973), US-amerikanischer Schauspieler
- Brian Yang (Badminton) (* 2001), kanadischer Badmintonspieler
- Chen Ning Yang (* 1922), chinesischer Physiker und Nobelpreisträger aus USA
- Chunfeng Yang († 2013), chinesischer Bergsteiger
- Chung-Tao Yang (1923–2005), chinesisch-US-amerikanischer Mathematiker
- Edward Yang (1947–2007), taiwanischer Regisseur und Drehbuchautor
- Franz Yang-Močnik (* 1951), österreichischer Künstler
- Gene Luen Yang (* 1973), US-amerikanischer Comicautor
- Gladys Yang (1919–1999), britische Übersetzerin chinesischer Literatur
- Haegue Yang (* 1971), südkoreanische Künstlerin
- Jeong Lim Yang (* um 1985), südkoreanische Jazzmusikerin
- Jerry Yang (1959–2009), US-amerikanischer Stammzellenforscher, siehe Xiangzhong Yang
- Jerry Yang (Pokerspieler) (* 1968), US-amerikanischer Pokerspieler
- Jerry Yang (Unternehmer) (* 1968), US-amerikanischer Unternehmer
- Jie Yang (* 1970), chinesische Ethnologin
- Jimmy O. Yang (* 1987), chinesisch-US-amerikanischer Schauspieler und Stand-Up-Komiker
- John Yang Shudao (1919–2010), chinesischer Geistlicher der römisch-katholischen Kirche und Erzbischof von Fuzhou
- John Baptist Yang Xiaoting (* 1964), chinesischer Geistlicher, Bischof in Yan’an
- Joseph Yang Yongqiang (* 1970), chinesischer Geistlicher, Bischof von Hangzhou
- Olive Yang (1927–2017), chinesische Drogenhändlerin und Kriegsherrin
- Paul C. Yang (* 1947), US-amerikanischer Mathematiker
- Pati Yang (* 1980), polnische Sängerin
- Pedro Yang (* 1976), guatemaltekischer Badmintonspieler
- Philémon Yang (* 1947), kamerunischer Premierminister
- Qi Yang (* 1952), chinesischer Maler
- Rachel Yang (* 1982), singapurische Stabhochspringerin
- Rainie Yang (* 1984), taiwanische Sängerin, Schauspielerin und Talkshow-Gastgeberin
- Ricky Yang (* 1972), indonesischer Poolbillardspieler
- Ruby Yang, US-amerikanische Dokumentarfilmerin
- Shong Lue Yang (1929–1971), vietnamesischer Schrifterfinder
- Sinn Yang (* 1982), deutsche Geigerin
- Song Yang (* 1965), australische Badmintonspielerin chinesischer Herkunft
- Stephen Yang Xiangtai (1923–2021), chinesischer Geistlicher, Bischof von Daming
- Sukyun Yang (* 1966), südkoreanischer Maler und Multimediakünstler, siehe Sukyun Yang & Insook Ju
- Tianwa Yang (* 1987), chinesische Geigerin
- Timothy Yang (* 1942), taiwanischer Diplomat und Politiker
- Vivian Yang (* 2005), neuseeländische Tennisspielerin
- Welly Yang, taiwanischer Schauspieler
- Wen-Sinn Yang (* 1965), Schweizer Violoncellist und Hochschullehrer
- William Yang (* 1998), australischer Schwimmer
- Xiahou Yang (5. Jh.), chinesischer Mathematiker
- Xiangzhong Yang (1959–2009), US-amerikanischer Stammzellenforscher
- Xifan Yang (* 1988), chinesisch-deutsche Journalistin
- Youxin Yang (* 1963), chinesische Wissenschaftlerin, Drehbuchautorin, Filmregisseurin und Malerin
- Yuan Yang (* 1990), britische Journalistin und Politikerin
- Yue Yang (* 1969), chinesische Germanistin, Übersetzerin, Schriftstellerin und Managerin
- Yuen Po Yang (* 1943), taiwanischer Biologe und Hochschullehrer